# Волков, Юрий Николаевич (футболист)
Юрий Николаевич Волков (11 сентября 1948 — 14 января 2011, Дзержинск, Нижегородская область) — советский футболист, защитник. Футбольный функционер и тренер.
Всю спортивную карьеру провёл в команде «Химик» Дзержинск. В 1969—1981 годах выступал за клуб на позиции защитника в классе «Б»/второй лиге. В тех шести сезонах (1973, 1975—1977, 1979—1981), по которым есть статистические данные, провёл 250 матчей. Забил четыре гола (неизвестны данные в сезонах 1971, 1974, 1978).
Работал в «Химике» начальником команды (1982—1984, 1990, 1993), тренером (1984), главным тренером (1986—1989).